# Ilex jaramillana
Ilex jaramillana är en järneksväxtart som beskrevs av J. Cuatrecasas. Ilex jaramillana ingår i släktet järnekar, och familjen järneksväxter. Inga underarter finns listade i Catalogue of Life.